# Дерущиеся друзья
«Дерущиеся друзья» (встречается вариант перевода — «Друзья в конфликте»; яп. 和製喧嘩友達, Wasei kenka tomodachi; англ. Fighting Friends Japanese Style) — японская немая чёрно-белая комедия 1929 года, режиссёра Ясудзиро Одзу, фильм полностью не сохранившийся до наших дней (из 115 мин. уцелел лишь фрагмент продолжительностью около 14 мин.).

## Сюжет
История двух друзей поначалу мирно уживающихся друг с другом в одной квартире в бедном городском районе. Их житие включает в себя совместный быт, питание, общие переживания и надежды, да и работают они на одном предприятии водителями. Всё идёт хорошо, пока однажды им не придётся подобрать на дороге девушку без крова…
Поскольку бедной девушке некуда идти, друзья приглашают её в свой дом. Вскоре девушка становится их домработницей и они начинают искать её благосклонности. Так возникает невольное соперничество между двумя ранее близкими неразлучными друзьями, доходящее порой до мордобоя.
Увы, но девушка к большому разочарованию друзей, предпочтёт им соседского парня, молодого студента, за которого выйдет замуж и покинет их навсегда.

## В ролях
- Ацуси Ватанабэ — Томэкити, водитель
- Хисао Ёситани — Ёсидзо, его помощник и друг
- Эйко Такамицу — Огэн, девушка без крова
- Икиро Окуни — клерк Томита
- Томоко Нанива — Ёхони
- Итиро Юки — Окамура
- Нобуко Вакаба — гейша

## О фильме
Девятый фильм японского мастера кино Ясудзиро Одзу является прекрасной иллюстрацией к басне французского поэта XVII-го века Жана де Лафонтена «Два петуха»:
«Два Петуха согласно, дружно жили;
Явилась Курица — и в бой друзья вступили»…
Премьера фильма состоялась 5 июля 1929 года в Токио и продолжительность его составляла 115 мин. Фильм считался утраченным во время бомбардировок Второй мировой войны, пока в 1990-е годы не были найдены несколько фрагментов общей продолжительностью около 14 мин. 13 октября 2001 года состоялась премьера отреставрированных фрагментов на 20-м кинофестивале немых фильмов в Порденоне (Италия). К 100-летию со дня рождения Ясудзиро Одзу в 2003 году была выполнена цифровая реставрация сохранившихся фрагментов фильма.
Нода придумал эту историю о двух мужчинах, которые влюбляются в одну женщину. История, стара как мир, мы должны были непременно снять её, добавив лишь к названию пояснение «в японском стиле»  (和製喧嘩友達 / Fighting Friends Japanese Style).